# アジャプサンダリ
アジャプサンダリ（グルジア語: აჯაფსანდალი, アルメニア語: Աջափսանդալ, ロシア語: Аджапсандали）は、ジョージアおよびアルメニアの伝統的な料理。北コーカサスでもよく食べられている。暑い夏の時期に食べることが多い。
タマネギ、ナス、トマト、ピーマンを植物油で直火焼きし、煮込み、炒め、ニンニク、バジル、コリアンダーの葉、パセリ、その他調味料で味を調えたものである。野菜はクタクタになるまで煮込む。伝統的なレシピには含まれないが、ジャガイモ、唐辛子、ニンジンを加えることがある。
日本では「ジョージア（グルジア）版ラタトゥイユ」と紹介される。ジョージア料理（グルジア料理）はヨーロッパのハーブとインドのスパイスを合わせて辛めに仕上げたものが多く、アジャプサンダリもピリリと辛い。